# Daniel Papebroch

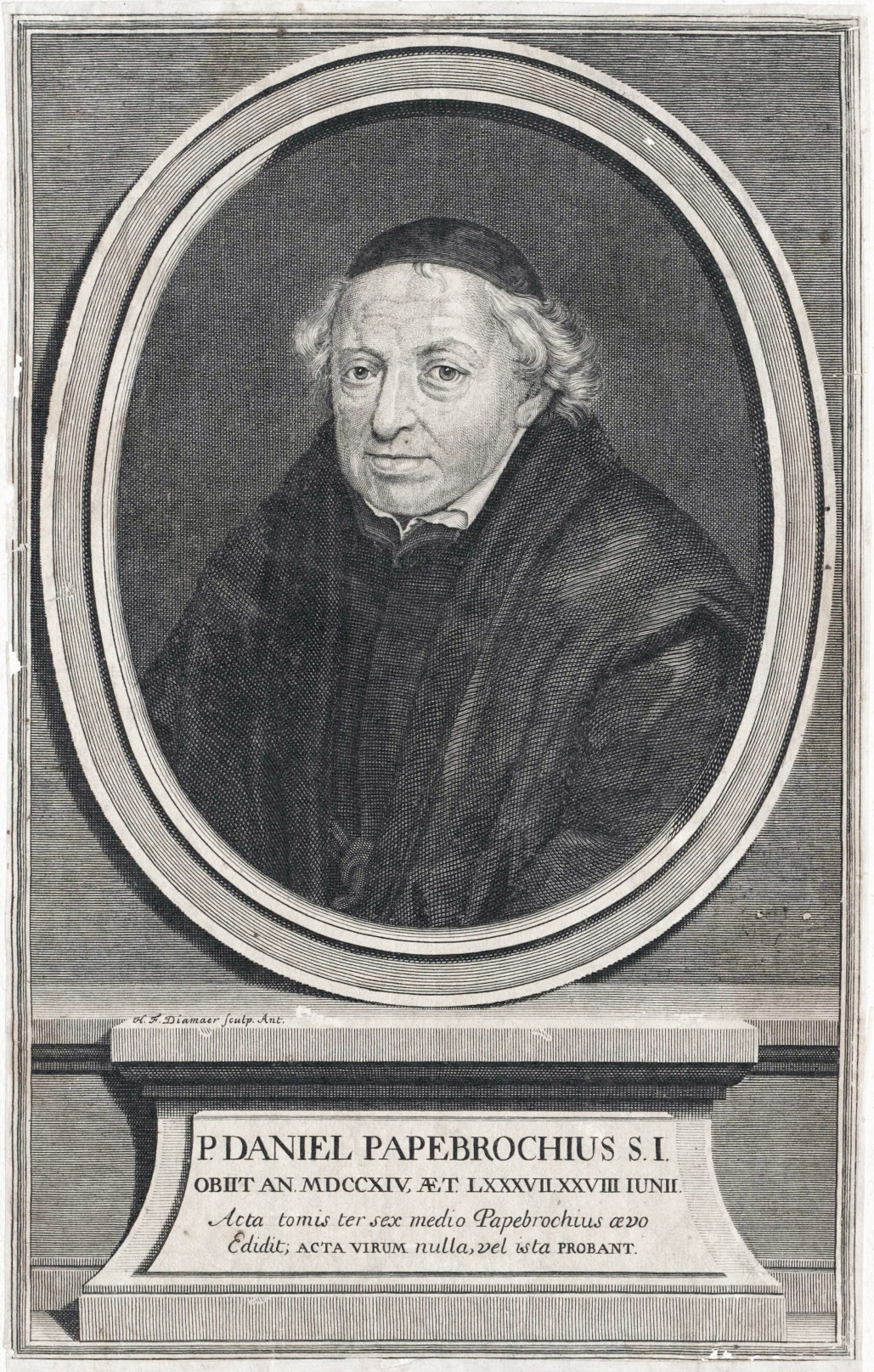
Pater Daniel Papebroch, Kupferstich

Daniel Papebroch (auch Papebrock, van Papenbroeck; * 17. März 1628, in Antwerpen; † 28. Juni 1714, ebenda) war ein Jesuitenpater, sowie Kirchenhistoriker und -schriftsteller. Er zählt zur Gruppe der sogenannten Bollandisten.

## Leben und Werk
Daniel Papebroch wurde am Jesuitenkolleg seiner Heimatstadt ausgebildet und studierte von 1644 bis 1646 in Douai Philosophie. 1646 trat er in den Jesuitenorden ein und studierte auch Theologie. 1658 wurde er zum Priester geweiht. Seit 1660 arbeitete er bei Jean Bolland an den Acta Sanctorum mit. Dabei unternahm er u. a. mit seinem Ordensbruder Godefridus Henschenius (1600–1682) mehrere Forschungsreisen (Deutschland, Italien und Frankreich). Er wirkte für beinahe 50 Jahre an 18 Bänden dieses Werks mit, wobei er die Heiligenleben zu den Kalenderdaten vom 1. März bis zum 5. Juni bearbeitete. Seinem Einfluss ist zuzuschreiben, dass die Bände von dem von Bolland entwickelten, streng am Kalender und den einzelnen Heiligenviten orientierten Konzept abwichen und nun auch zusammenfassende Arbeiten aufnahmen, wie z. B. Papebrochs Geschichte der Päpste Propylaeum ad septem tomos maii und seine Ephemerides Graecorum et Moscorum. Besondere Bedeutung erlangte er durch sein Propylaeum antiquarium circa veri et falsi discrimen in vetustis membranis (1675), das Jean Mabillon 1681 zur bahnbrechenden diplomatischen Arbeit De re diplomatica anregte. Papebroch schloss sich den Gegnern Mabillons nicht an, auch wenn sie unter seinem Namen die Arbeiten des Begründers der modernen Urkundenlehre bekämpften.
Daniel Papebroch war ein kritischer Bearbeiter der Quellen. Er wies nach, dass die Tradition des Karmeliterordens, diesen auf den Propheten Elias zurückzuführen, jeder historischen Grundlage entbehrt. Seine Kritik führte unter anderem zu einer Anzeige bei der Indexkongregation in Rom und bei der Spanischen Inquisition, die am 25. Oktober 1695 schließlich alle bis zu diesem Zeitpunkt veröffentlichten Bände der Acta Sanctorum verurteilte. Erst 1715, ein Jahr nach dem Tod Papebrochs, hob der Generalinquisitor Francisco Giudice das Urteil des einstigen Generalinquisitors Juan Tomás de Rocaberti auf.
1709 beendete Papebroch seine Arbeit an den Acta Sanctorum und widmete sich einer monumentalen Geschichte seiner Heimatstadt, die unvollendet blieb.
Der Jesuit stand unter anderem in Briefwechsel mit dem Historiker und Philosophen Gottfried Wilhelm Leibniz.
Durch sein Werk kommt Papebroch nicht nur für die Kirchengeschichtsschreibung im engeren Sinne, sondern auch für die Entwicklung der neuzeitlichen Historiographie im Allgemeinen ein bedeutender Rang zu.

## Werke
- Ad Felicem Zacchiam: post caesum in propugnatione Cabdiae fulium Josephum Rondinium altero filio Natali Rondinio orbatum. Non posse etiam vitam brevem dici, quam numeris omnibus virtus et doctrinae absolverint, [o. O.] 1660;
- Johannes Bollandus/Gottfried Henschen/D. P., Breves notitiae triplicis status ecclesiastici et singularii, excerptae ex actis Sanctorum ..., Antwerpen 1668.
- Acta Sanctorum martii I-junii IV, Antwerpen 1668–1707 (mehrere Neuauflagen)
- Actae Vitae S[ancti] Ferdinandi Regis Castellae, Antwerpen 1684
- Paralipomena addendorum, mutandorum, in conatu chronico histor. ad Catalogum Rom. Pontificium, o. O. 1685
- Non vera Origo atque Successio Sacri ordinis Carmelitani in confirmationem, verae originis atque successionis eiusdem historico chronologice demonstrata, Antwerpen 1698; Protestatio iterata de Silentio circa primaevam sacri ordinis Carmelitani institutionem et antiquitatem sempre sibi optato, nunc demum inviolabiliter tenendo, Antwerpen 1698
- Elucidatio historica actorum in controversia super origine, antiquitate, & historiis Sacri Ord. B. M. de Monte Carmeli, inter quosdam illius & Societatis Jesu scriptores, Acta Sanctorum illustrare professos; quae est pars 3. & ultima Responsium Danielis Papebrochii ad exhibitionem errorum ..., Antwerpen 1698 = Responsio ... ad Exhibitionem Errorum per adm. R.P. Sebastianum a S. Paulo Ord. Carmelitani evulgatam anno 1693 Coloniae, Bde. 1–3, Antwerpen 1696–1698
- Vera origine ... del Sacro ordine Carmelitano, o. O. o. J.
- Dissertationes de forma pallii cum quibusdam observationibus et figuris aerii incisis, in: Johann Georg Pertsch, Tractatio canonica de origine et auctoritate Pallii Archiepiscopalis ..., Helmstedt 1754
- Annales Antverpienses ab urbe condita ad annum M.DCC. Collecti ex ipsius civitatis monumentis publicis privatisque latinae ac patriae linguae iisque fere manu exaratis, hrsg. von Franz Hendrik Mertens und Ernest Buschmann, Antwerpen 1845–1848
- Synopsis Annalium Antverpiensium / ex publicis privatisque AC Ferme Manuscriptis Monumentis collectorum a Daniel Papebrochius, edidit Ign. Van Spilbeeck I. V.S.O.P., Antwerpen 1884
- Voyage littéraire des Pères Godefroid Henschenius et Daniel Papebrochius en l'année 1668, in: Analectes pour servir à l'histoire ecclésiastique de la Belgique 4 (1867), 337–348
- [Gottfried Henschen/D. P.]: Eine Gelehrtenreise durch Mainfranken 1660, hrsg. von Gottfried Engel und Max H. von Freeden, Würzburg 1952 (auch: als: Mainfränkische Hefte 15)
- Letters of Daniel Papebroch, S.J., to Francis Harold, O.F.M., hrsg. von Fegal Grannell, in: Archivum Franciscanum Historicum 59 (1966), 385–455
- Trois lettres du Bollandiste Papebroch à l'abbaye d'Averbode en 1694, hrsg. von Pl. Lefèvre, in: Analecta Praemonstratensia 42 (1966), 117
- Süd- und Welschtiroler Kunstdenkmäler im 17. Jahrhundert. Erstedition und Übersetzung eines lateinischen Reiseberichts des Bollandisten Daniel Papebroch, hrsg. von Udo Kindermann, in: Der Schlern 66 (1992), 17–42.
- Udo Kindermann, Europäische Kunstdenkmäler zwischen Antwerpen und Trient. Beschreibungen und Bewertungen des Jesuiten Daniel Papebroch aus dem Jahre 1660. Erstedition, Übersetzung und Kommentar, Köln 2002